# Petra de Bruin
Petra de Bruin (Nieuwkoop, 22 februari 1962) is een Nederlands voormalig wielrenster.

## Carrière
Petra de Bruin begon met wielrennen op de oude racefiets van haar vader, waarbij ze samen met haar broers reed en ook tussen de jongens aan wedstrijden meedeed. Haar eerste internationale wedstrijd was de Tour de Junior in 1975; ze kreeg hierbij de prijs voor 'meest strijdlustige' renner.
De Bruin werd in 1979 wereldkampioen bij het wereldkampioenschap wielrennen op de weg voor vrouwen in Valkenburg. Na een wedstrijd over 64 kilometer in het Limburgse heuvellandschap versloeg ze Jenny De Smet uit België in een sprint à deux.
Door haar prestatie werd ze in 1979 gekozen tot Sportvrouw van het jaar.

## Misbruikzaak
In december 2016 meldt De Bruin dat ze tijdens haar carrière langere tijd is misbruikt door meerdere personen. Tegen één persoon meldt ze dit bij de KNWU, die een vertrouwenspersoon van de NOC*NSF toewijst. In het jaar daarop komt ze in een depressie en wordt ze enkele weken opgenomen door de geestelijke gezondheidszorg.
Begin 2019 komt de zaak weer in het nieuws na een artikel in het NRC, waarop Nieuwsuur weer aandacht aan de zaak besteedt en het landelijk nieuws wordt.

## Belangrijkste overwinningen
1979
- Wereldkampioene op de weg, Elite

1980
- Batavus Lenterace
- Wereldkampioenschap achtervolging, Elite

1984
- 3e etappe La Grande Boucle Féminine
- 7e etappe La Grande Boucle Féminine

1985
- Nederlands kampioene achtervolging, Elite
- 3e etappe La Grande Boucle Féminine

1987
- Nederlands kampioene achtervolging, Elite

1988
- Nederlands kampioene omnium, Elite

1989
- Nederlands kampioene achtervolging, Elite